# Marie-Claire Blais

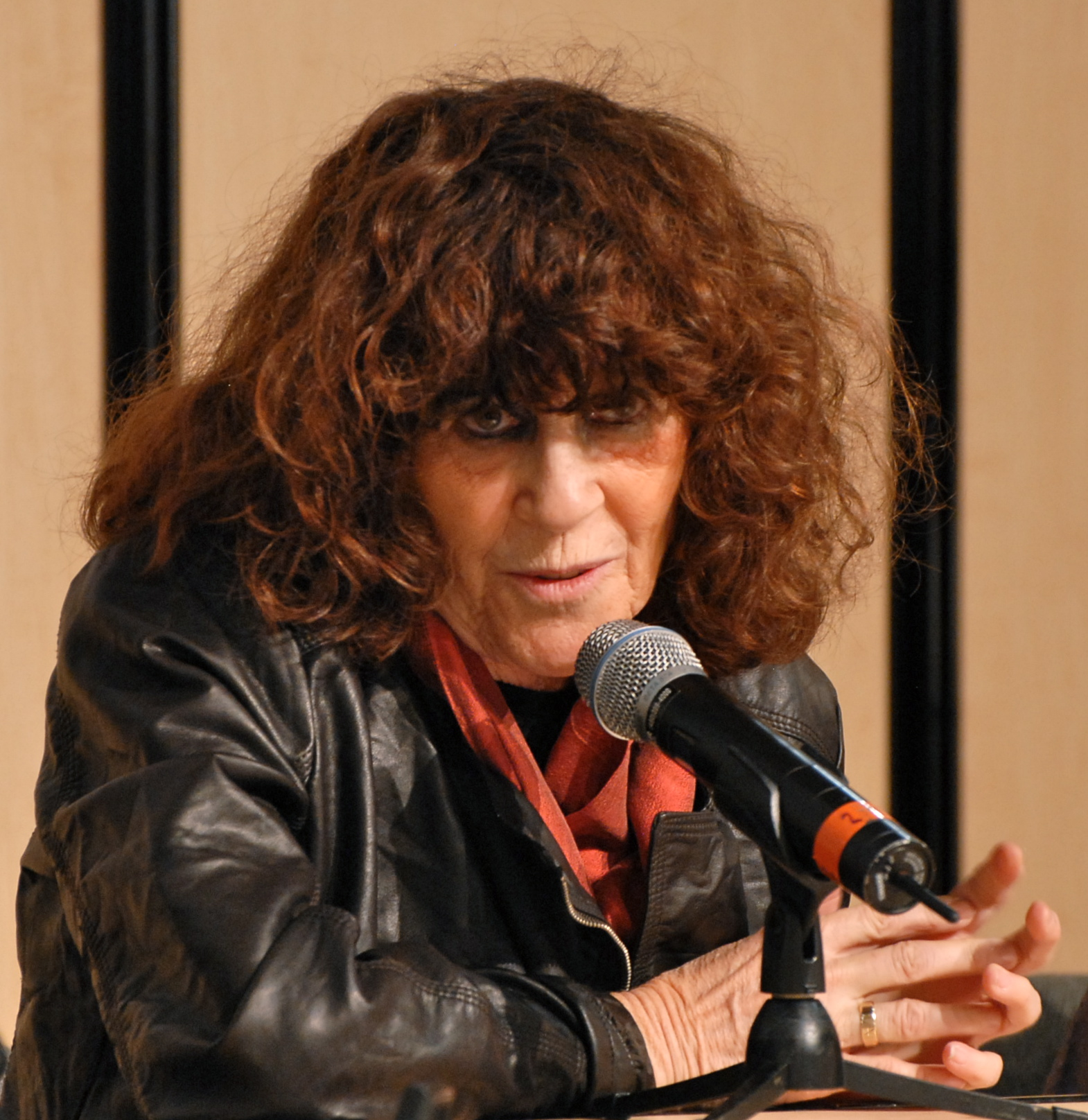
Marie-Claire Blais (2010)

Marie-Claire Blais, CC, OQ (geboren am 5. Oktober 1939 in Québec; gestorben am 30. November 2021 in Key West, Florida) war eine kanadische Schriftstellerin.

## Biografie
Blais wurde 1939 in der Stadt Québec geboren und erhielt ihre Ausbildung dort, u. a. an der Université Laval. 1959, mit zwanzig Jahren, veröffentlichte sie ihren ersten Roman La Belle Bête. Insgesamt hat Blais mehr als 20 Romane und mehrere Dramen geschrieben; außerdem erschienen Lyrik und Essays. 1963 zog Blais in die USA; in Cambridge (Massachusetts) machte Edmund Wilson sie mit der amerikanischen Malerin und Schriftstellerin Mary Meigs (1917–2002) bekannt, die 1972 ihre feste Lebenspartnerin wurde. Blais wechselte häufig ihre Wohnorte; ab den 1970er-Jahren lebte sie unter anderem in der Bretagne, dann wieder in Québec, danach lange zwischen Québec, Montreal und Key West in Florida pendelnd, wo sie zuletzt lebte und Ende November 2021 im Alter von 82 Jahren starb.
Blais erhielt zweimal ein Guggenheim-Stipendium und wurde 1972 als Compagnon de l’Ordre du Canada ausgezeichnet; zudem erhielt sie zahlreiche Preise und Auszeichnungen für ihr literarisches Werk.

## Auszeichnungen (Auswahl)
- 1966: Prix Médicis (Frankreich) für Une saison dans la vie d’Emmanuel
- 1968: Prix du Gouverneur général pour romans et nouvelles für Manuscrits de Pauline Archange
- 1979: Prix du Gouverneur général pour romans et nouvelles für Le Sourd dans la ville
- 1996: Prix du Gouverneur général pour romans et nouvelles für Soifs
- 1999: Prix d’Italie
- 2006: Matt-Cohen-Preis für das Lebenswerk
- 2008 Prix du Gouverneur général für Naissance de Rebecca à l'ère des tourments
- 2014: Canada Reads/Le combat des livres, französische Abteilung, 1. Platz, für La Belle Bête
- 2016: Prix Molson des Canada Council

## Werke
- La Belle Bête, 1959 (als Ballett Mad Shadows 1977 von André Gagnon; 2006 verfilmt von Karim Hussain)
- Tête Blanche, 1960
- Le Jour est noir, 1962
- Pays voilés, 1963
- Une Saison dans la vie d'Emmanuel, 1965 (verfilmt 1973 von Claude Weisz)
  - Übers. Orka Brigitte Fischer: Schwarzer Winter. Roman. Kiepenheuer & Witsch, Köln 1967; wieder dtv 642, München 1970[2]
- Les voyageurs sacrés, 1966, 1969, wieder 1992 (diese Ausgabe mit L'exilé, neu vorangestellt)
- L'insoumise, 1966
- Existences, 1967
- Les Manuscrits de Pauline Archange, 1968
- L'exécution, 1968
- Les Voyageurs sacrés, 1969
- Vivre! Vivre!, 1969
- Le Loup, 1970
- Un Joualonais, sa Joualonie, 1973
- Fièvre et autres textes dramatiques, 1974
- Une Liaison parisienne, 1975
- Les Apparences, 1976
- Océan suivi de murmures, 1977
- Les Nuits de l'underground, 1978
- Le Sourd dans la ville, 1979 (verfilmt 1987 von Mireille Dansereau)
- Visions d'Anna ou Le vertige, 1982
- Sommeil d'hiver, 1984
- Pierre, la guerre du printemps, 1984
- L'Île, 1989
- L'Ange de la solitude, 1989
- L'exilé. Novellen, 1992 (siehe oben 1966)
  - engl.: The Exile and the Sacred Travellers, 2000
  - Auszug, Übers. Beate Thill: Zärtlichkeit, (Tendresse) in Anders schreibendes Amerika. Literatur aus Québec. Hgg. Lothar Baier, Pierre Filion. Das Wunderhorn, Heidelberg 2000, S. 28–31
- Parcours d'un écrivain: Notes américaines, 1993
- Soifs, 1995
  - Übers. Nicola Denis: Drei Nächte, drei Tage. Roman. Suhrkamp Verlag, Berlin 2020, ISBN 978-3-518-22516-5
- Dans la foudre et la lumière, 2001
  - engl.: The Collected Radio Drama of Marie-Claire Blais, 2007
- Mai au bal des prédateurs, 2010